# Kabinet-Raab I
De Oostenrijkse bondsregering Raab I kwam op 2 april 1953 tot stand. De verkiezingen waren op 18 februari 1953. De coalitie had 147 van de 165 zetels in de Nationale Raad. Het kabinet bleef aan tot 14 mei 1956 (demissionair: 14 mei - 29 juni 1956).
| Bondsminister              | Ambtsdrager | Partij                        | Staatssecretaris |
| -------------------------- | --- | ----------------------------- | --- |
| Bondskanseliersambt        | Bondskanselier Julius Raab Vice-kanselier: Adolf Schärf (zonder Portefeuille) Bondsminister (voor Buitenlandse Zaken): Karl Gruber (v.a. 26 november 1953) Leopold Figl | ÖVP SPÖ ÖVP                   | Bruno Kreisky (SPÖ)                                                                                                 |
| Binnenlandse Zaken         | Oskar Helmer | SPÖ                           | Ferdinand Graf (ÖVP)                                                                                                |
| Justitie                   | Josef Gerö (tot 28 december 1954) Hans Kapfer (v.a. 17 januari 1955) | Partijloos (SPÖ-sympathisant) | |
| Onderwijs                  | Ernst Kolb (tot 31 oktober 1954) Heinrich Drimmel | ÖVP                           | |
| Sociale Zekerheid          | Karl Maisel (tot 23 januari 1956) Anton Proksch | SPÖ                           | |
| Financiën                  | Reinhard Kamitz | ÖVP                           | Fritz Bock (va. 17 juli 1955; ÖVP)                                                                                  |
| Land- en Bosbouw           | Franz Thoma | ÖVP                           | |
| Handel en Wederopbouw      | Josef C. Böck-Greissau (tot 21 april 1953) Udo Illig (v.a. 28 april 1953)                                                                                               | ÖVP                           | Fritz Bock (tot 7 juli 1955; ÖVP) Raimund Gehart (tot 31 juli 1954; SPÖ) Rudolf Fischer (v.a. 2 augustus 1954; SPÖ) |
| Verkeer en Staatsbedrijven | Karl Waldbrunner | SPÖ                           | |

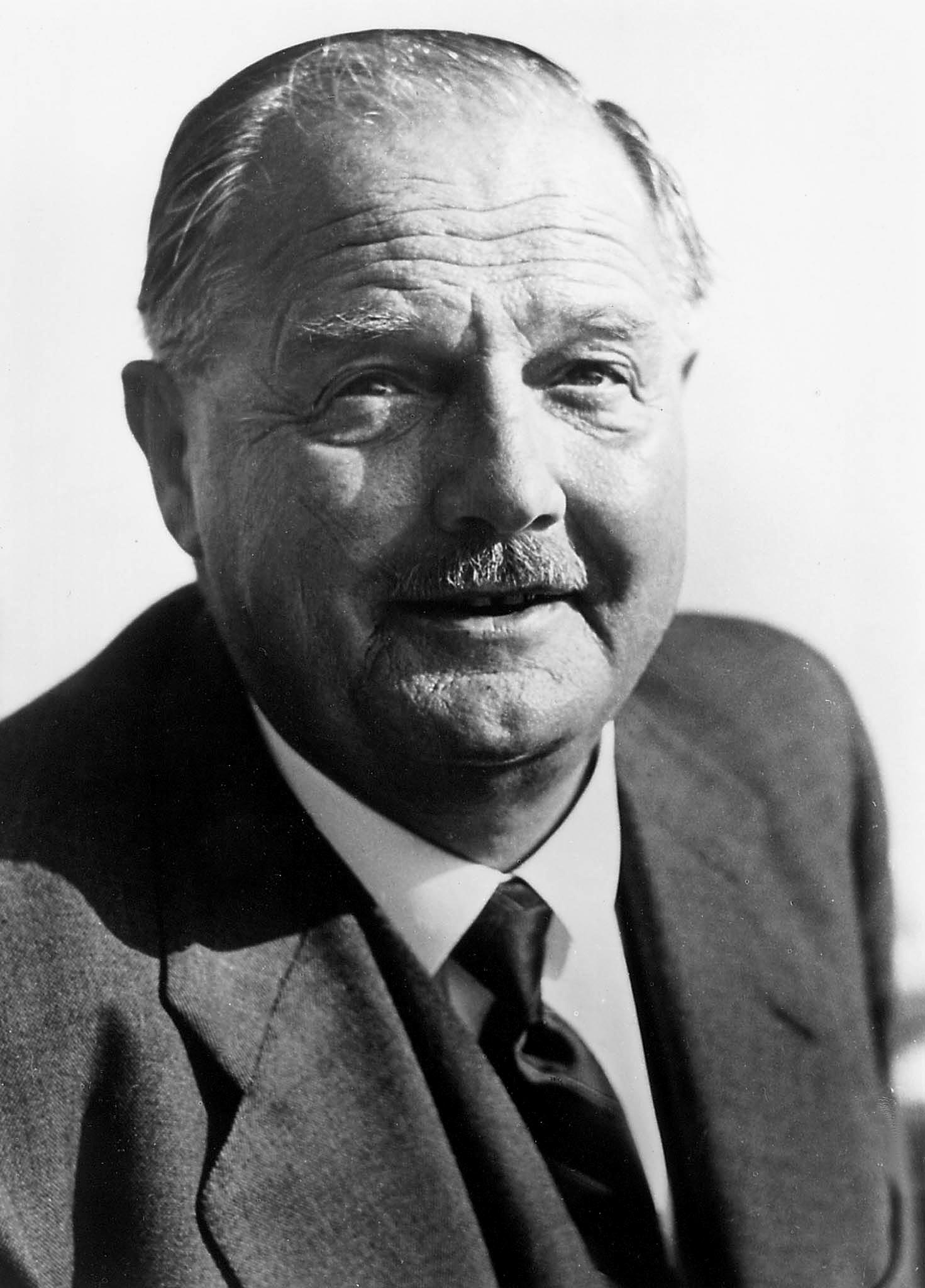
Bondskanselier Julius Raab (ÖVP)
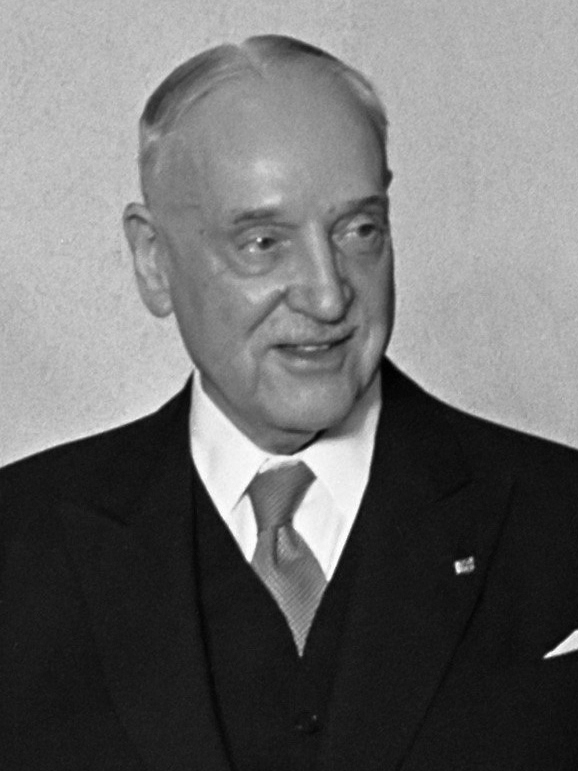
Vice-kanselier Adolf Schärf (SPÖ)

Renner · Figl I · Figl II · Figl III · Raab I · Raab II · Raab III · Raab IV · Gorbach I · Gorbach II · Klaus I · Klaus II · Kreisky I · Kreisky II · Kreisky III · Kreisky IV · Sinowatz · Vranitzky I · Vranitzky I · Vranitzky III · Vranitzky IV · Vranitzky V · Klima · Schüssel I · Schüssel II · Gusenbauer · Faymann I · Faymann II · Kern · Kurz I · Bierlein · Kurz II · Schallenberg · Nehammer · Stocker